# Ted Leo and the Pharmacists
Ted Leo and the Pharmacists (soms geschreven Ted Leo/Pharmacists, Ted Leo + Pharmacists of TL / Rx) zijn een Amerikaanse rockband, opgericht in 1999 in Washington D.C. Ze hebben zes volledige studioalbums uitgebracht en hebben internationaal getoerd. Hoewel de bezetting van de band tijdens hun carrière fluctueerde, bleef zanger/gitarist Ted Leo de belangrijkste songwriter, creatieve kracht van de band en het enige constante lid. De muziek van de band combineert elementen van punkrock, indierock, artpunk, traditionele rock en af en toe volksmuziek en dubreggae. Hun meest recente album The Brutalist Bricks werd uitgebracht op 9 maart 2010.

## Bezetting
Huidige bezetting
- Ted Leo (zang, gitaar, piano)
- James Canty (gitaar, keyboards, achtergrondzang)
- Chris Wilson (drums)
- Marty Key (basgitaar, achtergrondzang)
- Adrienne Berry (saxofoon, percussie, keyboards, achtergrondzang)
- Ralph Darden (gitaar, achtergrondzang)

Voormalige leden
- Jodi V.B (basgitaar, 1999–2001)
- Amy Farina (drums, 2000–2001)
- Dorien Garry (keyboards, 2002–2004)
- Dave Lerner (basgitaar, achtergrondzang, 2002–2007)

## Geschiedenis
Ted Leo startte The Pharmacists in wezen als een solo-project in 1999. Zijn vorige band Chisel was eind jaren 1990 uit elkaar gegaan, waarna hij tijd doorbracht met de Spinanes en de Sin Eaters en optrad als producent voor de Secret Stars. In 1999 nam hij het album tej leo (?), Rx / Pharmists op, een solo-inspanning die zeer experimentele en gemengde elementen van punkrock, reggae, dub en audio-experimenten samenvoegde. In 2000 breidde Leo het project uit tot een volledige band, met James Canty op gitaar, Jodi V.B. op bas en Amy Farina op drums. Hij noemde de begeleidingsband The Pharmacists en de band bracht de ep Treble in Trouble uit. De ep verwijderde zich van veel van de experimentele elementen van tej leo door te vertrouwen op meer traditionele rockstructuren en instrumentatie, hoewel het nog enkele niet-traditionele kenmerken onderzocht.
De band tekende bij Lookout! Records in 2001 en kenden meer bezettingswijzigingen toen V.B. en Farina de band verlieten. Voor het album The Tyranny of Distance maakten Leo en Canty gebruik van een aantal in-studio achtergrondmuzikanten. Het album bevatte meerdere stijlen, waaronder Keltische rock, akoestische folkballaden en poprock. Tijdens de ondersteunende tournees voor The Tyranny of Distance werden bassist Dave Lerner, drummer Chris Wilson en toetsenist Dorien Garry vaste leden van de band. Het volgende album Hearts of Oak uit 2003 putte uit punkrock en new wave-invloeden. De ep Tell Balgeary, Balgury Is Dead volgde al snel en bevatte een aantal solo-nummers en covers van Leo. De videodocumentaire van de band Dirty Old Town werd hetzelfde jaar uitgebracht. Voorafgaand aan de opname van Shake the Sheets uit 2004 verlieten Garry en Canty de band, waardoor de band werd teruggebracht tot een trio. Het album onderzocht sociale en politieke onderwerpen en kende enig succes met de single Me and Mia. De iTunes-exclusieve ep Sharkbite Sessions volgde in 2005.
In 2006 verlieten Ted Leo en The Pharmacists Lookout! te midden van financiële crises binnen het label en tekenden een nieuw contract met Touch and Go Records uit Chicago. De populariteit van de band bleef toenemen door constant toeren en optredens op grote festivals zoals het Coachella Valley Music and Arts Festival en het Pitchfork Music Festival. Hun vierde volledige album Living with the Living werd uitgebracht op 20 maart 2007. Eerste exemplaren van het album bevatten ook de ep Mo' Living. Voormalig gitarist Canty sloot zich weer bij hen aan om te toeren ter ondersteuning van Living with the Living. Bassist Lerner speelde zijn laatste show met de band in McCarren Park Pool in Brooklyn op 12 augustus 2007. Marty 'Violence' Key van de (Young) Pioneers verving hem op tournee. In april 2008 nam de band een optreden op voor de Beautiful Noise-concertreeks in Toronto. Vervolgens traden ze op als openers voor zes concerten van Pearl Jam's Amerikaanse tournee in 2008 in juni.
Ze toerde met Against Me! en Future of the Left in september en oktober 2008. Op 15 september 2008 bracht de band de verrassende digitale ep Rapid Response uit als reactie op het geweld tijdens de Republikeinse Nationale Conventie in 2008 in Saint Paul (Minnesota). De ep is beschikbaar op de Touch and Go-website voor een keuze aan prijzen en alle opbrengsten gaan naar Democracy Now! en Food Not Bombs of St. Paul. Het meest recente album The Brutalist Bricks werd uitgebracht op 9 maart 2010, gevolgd door een tournee door de Verenigde Staten en Europa. In september 2011 verliet Key de band om een platenwinkel te openen. De band is doorgegaan als trio en Canty heeft de bas overgenomen. In een interview uit 2012 zinspeelde Leo op een nieuw album dat die zomer wordt uitgebracht, dat nog moet worden uitgegeven. In 2017 bracht Leo The Hanged Man uit onder zijn eigen naam.

## Discografie

### Singles
- 1999:	Split with One AM Radio (7", Garbage Czar Records) twee nummers: The Latest Dart en een cover van Lungfish's To Whom You Were Born. Opnieuw uitgebracht in 2003 op cd door Translucence Records.
- 2002:	Split with Karla from Ida and Beekeeper (7", Tigerstyle Records) een nummer: Bridges, Squares (Bilbao to Glasgow)
- 2008:	Split with Zach Galifianakis (7", Chunklet Magazine) een nummer: Rock'n'Roll Dreams'll Come Through
- 2010:	The Oldest House (7", Matador Records) twee nummers: The Oldest House en North Coast; Record Store dagpublicatie
- 2010:	Bottled in Cork (download, Matador Records)	twee nummers: Bottled in Cork en Bottled in Cork (demo versie)

### Ep's
- 1999:	Guitar for Jodi (7", Persona Records)
- 2000:	Treble in Trouble (cd, Ace Fu Records) Eerste publicatie als volledige band.
- 2003:	Tell Balgeary, Balgury Is Dead (cd, Lookout! Records) single van Hearts of Oak ondersteund met negen Leo solo nummers en covers.
- 2005:	Split with Blueline Medic (ep, Casadeldisco Records)
- 2005:	Sharkbite Sessions (download, iTunes) Exclusieve downloadbare ep voor iTunes.
- 2007:	Mo' Living (cd, Touch and Go Records) bonus ep inbegrepen bij eerste persingen van Living with the Living.
- 2008:	Rapid Response (download, Touch and Go Records)

### Albums
- 1999:	tej leo(?), Rx / pharmacists (cd, Gern Blandsten Records) technisch gezien het eerste album van Ted Leo en de Apothekers, hoewel het een solo-opname van Ted Leo is.
- 2001:	The Tyranny of Distance (cd/lp, Lookout! Records) eerste album als volledige band.
- 2003:	Hearts of Oak (cd/lp, Lookout! Records)
- 2004:	Shake the Sheets (cd/lp, Lookout! Records)
- 2007:	Living with the Living (cd/lp, Touch and Go Records)
- 2010:	The Brutalist Bricks (lp/cd/download, Matador Records)
- 2010:	The Brutalist Bricks (lp/cd, La Castanya) onder licentie van Matador voor Spanje en Portugal. Gekleurd vinyl en cd inclusief het bonusnummer One Polaroid a Day (Remix - featuring Rebecca Gates).
- 2017:	The Hanged Man (cd/lp/download, zelf uitgebracht) bijgeschreven op Ted Leo

### Niet-album nummers
- 2000:	Transmission One: Tea at the Palaz of Hoon (Cosmodemonic Telegraph Records)	You Always Hate the One You Love
- 2002:	Don't Know When I'll Be Back Again (Exotic Fever Records) Many Rivers to Cross
- 2013:	La Castanya 5	(La Castanya) La Costa Brava (Versió Català) Nieuwe opname met teksten in het Catalaans van het nummer La Costa Brava

### Muziekvideo's
- 2003:	Where Have All the Rude Boys Gone? (Hearts of Oak)
- 2004:	Me and Mia (Shake the Sheets)
- 2007:	Bomb. Repeat. Bomb.	(Living with the Living)
- 2007:	Colleen (Living with the Living)
- 2010:	The Mighty Sparrow (The Brutalist Bricks)
- 2010:	Bottled in Cork (The Brutalist Bricks)

### Videopublicaties
- 2004:	Dirty Old Town (dvd, Plexifilm)